# Raúl Gudiño
Raúl Manolo Gudiño Vega (Guadalajara, 22 de abril de 1996) é um futebolista mexicano que atua como goleiro. Atualmente defende o Necaxa.

## Títulos
APOEL
- Campeonato Cipriota de Futebol: 2017–18[3]

Porto
- Campeonato Português Sub-19: 2014–15[3]
- Premier League International Cup: 2016–17[3]

Seleção Mexicana
- Campeonato da CONCACAF Sub-17: 2013[3]
- Torneio Pré-Olímpico da CONCACAF Sub-23: 2016[3]
- Copa Ouro da CONCACAF: 2019[3]